# Masular
Masular ist eine der indonesischen Kei-Inseln.

## Geographie
Masular liegt an der Westküste von Kei Besar. Masular gehört zum Distrikt (Kecamatan) Kei Besar Selatan  des Regierungsbezirks (Kabupaten) der Südostmolukken (Maluku Tenggara). Dieser gehört zur indonesischen Provinz Maluku.